# Список музеев Москвы
В списке музеев Москвы перечислены музеи, находящиеся в городе Москве в черте Московской кольцевой автодороги (МКАД).
В список не включены: музеи в составе города Москвы за чертой МКАД, школьные музеи, музеи в театральных фойе, проход в которые осуществляется по билетам на спектакль.
Примечания: некоторые маленькие и ведомственные музеи работают только по предварительной записи и/или только для экскурсионных групп.
Некоторые музеи могут временно закрываться на реконструкцию или по другим причинам.
Перед посещением конкретного музея рекомендуется уточнять его актуальное расписание.
Список неполный. Замечания по составу списка можно оставить на странице обсуждения этой статьи.

## Художественные и исторические музеи

### Кремль
http://www.kreml.ru/
ММК располагаются в Московском Кремле.
| Фото | Название                                         | Описание экспозиции |
| ---- | ------------------------------------------------ | --- |
|      | Оружейная палата                                 | Предметы из царской казны и патриаршей ризницы, старинные дары иностранных послов, яйца Фаберже, государственные регалии русских царей, экипажи и одеяния.        |
|      | Успенский собор                                  | |
|      | Архангельский собор                              | |
|      | Благовещенский собор                             | |
|      | Патриарший дворец и церковь Двенадцати апостолов | Нижний этаж (вход со стороны Государственного Кремлёвского дворца) используется в качестве выставочного зала.                                                     |
|      | Церковь Ризоположения                            | |
|      | Колокольня Ивана Великого                        | Нижний этаж используется в качестве выставочного зала. |
|      | Алмазный фонд                                    | Располагается в здании Оружейной палаты, однако официально не входит в состав Музеев Московского Кремля. Императорские регалии, драгоценности, золотые самородки. |

### Государственный Исторический музей (ГИМ)
http://www.shm.ru/
ГИМ — главный исторический музей Москвы.
| Фото | Название                            | Адрес                  | Описание экспозиции |
| ---- | ----------------------------------- | ---------------------- | --- |
|      | Главное здание                      | Красная площадь, 1     | Постоянная экспозиция, посвящённая истории России вплоть до начала XX века включительно, Золотая кладовая, временные выставки (в том числе в малом выставочном зале с отдельным входом).                                                    |
|      | Музей Отечественной войны 1812 года | Площадь Революции, 2/3 | Коллекция мемориальных вещей и произведений искусства на тему Наполеоновских войн. В этом же здании проводятся выставки. Ранее здесь располагался Центральный музей В. И. Ленина, ныне его экспонаты хранятся в фондах Исторического музея. |
|      | Храм Василия Блаженного             | Красная площадь        | |
|      | Палаты Романовых                    | Варварка, 10           | Отреставрированные боярские палаты, где представители династии Романовых жили до восшествия на престол. |

### Государственная Третьяковская галерея (ГТГ)
http://www.tretyakovgallery.ru/
ГТГ — главный московский музей, посвященный русскому искусству.
| Фото | Название                                        | Адрес                           | Описание экспозиции |
| ---- | ----------------------------------------------- | ------------------------------- | --- |
|      | Третьяковская галерея в Лаврушинском переулке   | Лаврушинский переулок, 10       | Постоянная экспозиция, где представлены выдающиеся образцы русского изобразительного искусства с древнейших времён до начала XX века включительно; временные выставки. |
|      | Инженерный корпус Третьяковской галереи         | Лаврушинский переулок, 12       | Временные выставки, зал для лекций и кинопоказов. |
|      | Третьяковская галерея на Крымском Валу          | Крымский вал, 10                | Постоянная экспозиция русского, советского и российского искусства XX-XXI века, временные выставки.                                                                    |
|      | Храм-музей Святителя Николая в Толмачах         | Малый Толмачёвский переулок, 9  | Произведения церковного искусства. Во время службы храм открыт для верующих.                                                                                           |
|      | Дом-музей В. М. Васнецова                       | Переулок Васнецова, 13          | Дом-музей художника Виктора Васнецова. |
|      | Мемориальный музей-квартира А. М. Васнецова     | Фурманный переулок, 6           | Музей-квартира художника, знатока московской старины Аполлинария Васнецова.                                                                                            |
|      | Музей-мастерская А. С. Голубкиной               | Большой Лёвшинский переулок, 12 | Дом-музей скульптора Анны Голубкиной. С осени 2017 года музей закрыт на реконструкцию.                                                                                 |
|      | Дом-музей П. Д. Корина                          | Малая Пироговская улица, 16     | Дом-музей русского советского художника Павла Корина. Закрыт на реконструкцию.                                                                                         |
|      | Третьяковская галерея на Кадашёвской набережной | Кадашёвская набережная          | Строящийся новый корпус Третьяковской галереи, в нескольких шагах от главного здания.                                                                                  |

### Музей изобразительных искусств имени А. С. Пушкина  (ГМИИ им. А. С. Пушкина)
http://www.arts-museum.ru/
ГМИИ им. А. С. Пушкина (Пушкинский музей) — главный музей западноевропейского искусства в Москве.
Подробно о всех действующих и планируемых зданиях и филиалов ГМИИ см. статью Музейный городок.
| Фото | Название                                              | Адрес                      | Сайт                              | Описание экспозиции                                                                         |
| ---- | ----------------------------------------------------- | -------------------------- | --------------------------------- | ------------------------------------------------------------------------------------------- |
|      | Главное здание Пушкинского музея                      | Волхонка, 12               | http://www.arts-museum.ru/        | Постоянная экспозиция; временные выставки.                                                  |
|      | Галерея искусства стран Европы и Америки XIX—XX веков | Волхонка, 14               | http://www.newpaintart.ru/        | Собрание произведений европейских мастеров XIX—XX веков, в первую очередь, импрессионистов. |
|      | Центр эстетического воспитания «Мусейон»              | Колымажный переулок, 6/2,3 | Сайт                              | Образовательное пространство музея в здании старинной усадьбы.                              |
|      | Мемориальная квартира Святослава Рихтера              | Большая Бронная улица, 2/6 | http://www.sviatoslav-richter.ru/ | Музей пианиста Святослава Рихтера.                                                          |

### Музейное объединение «Музей Москвы»
http://mosmuseum.ru/
| Фото | Название                             | Адрес                   | Описание экспозиции |
| ---- | ------------------------------------ | ----------------------- | --- |
|      | Главное здание (Провиантские склады) | Зубовский бульвар, 2    | Сюда музей переехал из здания Храма Апостола Иоанна Богослова на Новой площади. Постоянная экспозиция, временные выставки. |
|      | Музей археологии Москвы              | Манежная площадь        | Музей расположен в подземном помещении в самом центре Москвы, в нём представлены предметы из археологических раскопок. |
|      | Музей истории Лефортово              | Крюковская улица, 23    | Музей истории района Лефортово. |
|      | Центр Гиляровского                   | Столешников переулок, 9 | Открылся в 2017 году — ко дню рождения журналиста и писателя Владимира Гиляровского, в Столешниковом переулке, во флигеле дома, где он жил. В центре проводятся театральные постановки, лекции, мастер-классы, а также организуются временные экспозиции. |

### Музей архитектуры имени А. В. Щусева(МуАр)
http://muar.ru/
| Фото | Название                          | Адрес                       | Описание экспозиции |
| ---- | --------------------------------- | --------------------------- | --- |
|      | Главное здание (Особняк Талызина) | улица Воздвиженка, 5        | Музей носит имя своего основателя, архитектора А. В. Щусева. Выставки, посвящённые истории архитектуры. Интересен флигель «Руина» во дворе музея, где также проводятся выставки. В музейном дворике — экспозиция скульптуры, включая старинный памятник Румянцеву-Задунайскому из Троицкого-Кайнарджи. |
|      | Дом Мельникова                    | Кривоарбатский переулок, 10 | В 2023 году закрыт на реконструкцию. Музей в доме архитектора Мельникова, построенном по его проекту. По предварительной записи (в силу большого количества желающих и маленького выставочного пространства).                                                                                          |

### Прочие крупные музеи
| Фото | Название                                                                  | Адрес                                          | Сайт                            | Описание экспозиции |
| ---- | ------------------------------------------------------------------------- | ---------------------------------------------- | ------------------------------- | --- |
|      | Музей Востока                                                             | Никитский бульвар, 12 A                        | http://www.orientmuseum.ru/     | Постоянная экспозиция посвящённая традиционному искусству стран Востока, временные выставки. Филиал: Музей Рерихов (см. выше, в разделе ВДНХ)                         |
|      | Центральный музей древнерусской культуры и искусства имени Андрея Рублёва | Андроньевская площадь, 10                      | https://www.rublev-museum.ru/   | Музей иконописи и древнерусского искусства. |
|      | Музей В. А. Тропинина и московских художников его времени                 | Щетининский переулок, 10/1                     | http://www.museum-tropinina.ru/ | Музей, посвящённый русской живописи начала XIX века. |
|      | Всероссийский музей декоративного искусства                               | Делегатская улица, 3.                          | https://damuseum.ru/            | Большая коллекция декоративно-прикладного искусства, временные выставки.                                                                                              |
|      | Музей русского импрессионизма                                             | Ленинградский проспект, 15, стр. 11            | http://www.rusimp.su/           | Музей русской живописи на территории бывшей фабрики «Большевик». В коллекцию входят работы Серова, Коровина, Игоря Грабаря и многих других.                           |
|      | Музей АЗ                                                                  | Вторая Тверская-Ямская улица, д.20-22, стр. 2. | https://museum-az.com/          | Музей посвящён творчеству художника-нонконформиста Анатолия Зверева. В 2023 году открыл дополнительное выставочное пространство AZ ART по адресу Маросейка ул. 11/4с1 |
|      | Частный музей русской иконы                                               | Гончарная улица, 3, стр. 1.                    | http://www.russikona.ru/        | Частный музей русской иконы. |

### Московский музей современного искусства (ММСИ)
http://www.mmoma.ru/
| Фото | Название                                                        | Адрес                              | Описание экспозиции                                         |
| ---- | --------------------------------------------------------------- | ---------------------------------- | ----------------------------------------------------------- |
|      | Здание на Петровке (Особняк Губина)                             | Улица Петровка, 25                 | Экспозиция современного искусства, временные выставки.      |
|      | Здание в Ермолаевском переулке                                  | Ермолаевский переулок, 17          | Образовательный центр ММОМА.                                |
|      | Здание на Тверском бульваре (Центр современного искусства No 9) | Тверской бульвар, 9                |                                                             |
|      | Здание на Гоголевском бульваре                                  | Гоголевский бульвар, д.10          |                                                             |
|      | Музей-мастерская Зураба Церетели                                | Большая Грузинская улица, 15       | Музей-мастерская скульптора Зураба Церетели.                |
|      | Музей-мастерская Налбандяна                                     | Тверская улица, д. 8, корп. 2      | Музей-мастерская народного художника СССР Д. А. Налбандяна. |
|      | Музей Вадима Сидура                                             | Новогиреевская улица, д.37, стр. 2 | Музей работ скульптора Вадима Сидура.                       |

### Другие музеи современного искусства и арт-кластеры
| Фото | Название                                          | Сайт                                    | Адрес                                                   | Описание экспозиции                                                                                            |
| ---- | ------------------------------------------------- | --------------------------------------- | ------------------------------------------------------- | --- |
|      | Музей современного искусства «Гараж»              | garagemca.org                           | улица Крымский Вал, 9, стр. 32                          | Музей современного искусства в Парке Горького. В настоящее время выставок нет, работает как архив и библиотека |
|      | Мультимедиа-арт-музей (Московский Дом фотографии) | http://mamm-mdf.ru/                     | Остоженка ул., 16                                       | Музей фотографии. Сменная экспозиция.                                                                          |
|      | Дом культуры «ГЭС-2»                              | https://ges-2.org/                      | Болотная набережная, 15                                 | В здании «ГЭС-2»                                                                                               |
|      | Центр конструктивизма «Зотов»                     | https://centrezotov.ru/                 | Ходынская улица, д. 2, стр. 2                           | В здании Хлебозавода имени Зотова                                                                              |
|      | Музей дизайна                                     | https://moscowdesignmuseum.ru/          | Крымский Вал, д. 10, западное крыло Новой Третьяковки   | Основан в 2012 году, с 2019 года - резидент здания Третьяковки. Частный музей                                  |
|      | Винзавод                                          | winzavod.ru                             | 4-й Сыромятнический переулок, 1, стр. 6. Метро Курская. | Арт-кластер, бывший завод, в пространстве которого работает много галерей.                                     |
|      | Центр Дизайна Artplay                             | artplay.ru/                             | Нижняя Сыромятническая улица, 10. Метро Курская.        | Арт-кластер, бывший завод.                                                                                     |
|      | ЦТИ «Фабрика»                                     | http://www.fabrikacci.com/              | Переведеновский переулок, 18                            | Арт-кластер, бывшая фабрика.                                                                                   |
|      | Пространство Cube                                 | https://cube.moscow/                    | Тверская ул., 3                                         | |
|      | Фонд культуры «Екатерина»                         | http://www.ekaterina-foundation.ru/rus/ | ул. Кузнецкий мост, д.21/5,                             | |
|      | Культурный центр ЗИЛ                              | https://zilcc.ru/                       | ул. Восточная, д.4, корп.1                              | |

### Частные галереи
См.: Художественные галереи Москвы

### Усадьбы и парки
| Фото | Название                          | Сайт                  | Адрес | Описание экспозиции |
| ---- | --------------------------------- | --------------------- | --- | --- |
|      | Усадьба Коломенское               | Коломенское           | Проспект Андропова, 39. Станция метро Коломенская.                                                               | Комплекс построек допетровской царской резиденции, включая Церковь Вознесения в Коломенском — памятник Всемирного Наследия ЮНЕСКО. Музей деревянного зодчества — уникальные старинные деревянные постройки, привезённые из разных уголков России. Парк на берегу Москвы-реки. |
|      | «Дворец царя Алексея Михайловича» | Коломенское           | Проспект Андропова, 39с69. Станция метро Каширская.                                                              | Воссозданный на новом месте (неподалёку от старого) исторический дворец царя Алексея Михайловича в Коломенском. Музейная экспозиция. |
|      | Усадьба Люблино                   | Коломенское           | улица Летняя, 1/1. Станция метро Волжская.                                                                       | Отреставрированная усадьба Дурасовых с музейной экспозицией в главном доме. Парк. |
|      | Усадьба Измайлово                 | Коломенское           | Измайловский остров (городок имени Баумана). Станции метро Партизанская, Измайловская.                           | Комплекс построек резиденции царя Алексея Михайловича с действующим Покровским собором. |
|      | Царицыно                          | tsaritsyno-museum.ru/ | Дольская улица, 1. Станция метро Царицыно (в шаговой доступности.                                                | Реконструированный дворец Екатерины Второй (который простоял недостроенным с 18 по 21 век). Крупные выставочные площади, постоянная экспозиция, посвящённая истории усадьбы, истории России и декоративно-прикладному искусству.                                              |
|      | Останкино                         | ostankino-museum.ru/  | 1-я Останкинская улица, 5. Проезд наземным городским транспортом от станций метро ВДНХ, Алексеевская.            | Загородная усадьба графов Шереметевых. Находится на перманентной реконструкции. Некоторые скульптуры из усадебного собрания можно увидеть в одном из павильонов усадьбы Царицыно.                                                                                             |
|      | Кусково                           | kuskovo.ru/           | улица Юности, 2. Проезд наземным городским транспортом от станций метро Новогиреево, Выхино, Рязанский проспект. | Загородная усадьба графов Шереметевых (как и Останкино). Экспозиция развёрнута в главном доме и нескольких павильонах, часть из которых сохранила уникальные интерьеры 18 века, и посвящена не только истории усадьбы, но и истории керамики и фарфора.                       |
|      | Парк искусств Музеон              | Сайт                  | Крымский вал, 10.                                                                                                | Экспозиция советской (убранной с городских улиц в Перестройку) и постсоветской (созданной специально для Музеона) скульптуры под открытым небом. Юридически является филиалом Парка Горького.                                                                                 |
|      | Музей парка Горького              | Сайт                  | Крымский вал, д.9, стр.11                                                                                        | Музей расположен в арке главного входа в Парк Культуры имени Горького. |

#### ВДНХ
https://vdnh.ru
| Фото | Название                                         | Сайт                     | Адрес                                                         | Описание экспозиции |
| ---- | ------------------------------------------------ | ------------------------ | ------------------------------------------------------------- | --- |
|      | ВДНХ                                             | vdnh.ru                  | Проспект Мира, 121 (главный вход)                             | Архитектурно-парковый ансамбль советского времени, ряд павильонов используется под музейные экспозиции, в том числе следующие:                                                              |
|      | Музейно-выставочный центр «Рабочий и Колхозница» | Сайт                     | Проспект Мира, 123 б (в цоколе статуи «Рабочий и колхозница») | Выставочный зал. Ранее принадлежал МВО Манеж. |
|      | Государственный центральный музей кино           | http://www.museikino.ru/ | павильон № 36 «Водное хозяйство»                              | Здание на ВДНХ предоставлено недавно, идёт монтаж новой экспозиции. Филиалом музея кино был Научно-мемориальный кабинет-музей С. М. Эйзенштейна, закрыт, экспозиция воссоздана в павильоне. |
|      | Музей Рерихов                                    | http://roerichsmuseum.ru | Павильон № 13 «Здравоохранение» (бывший «Армянская ССР»)      | Филиал музея Востока. |
|      | Музей Транспорта Москвы                          | Сайт                     | Павильон № 26 «Транспорт»                                     | Ранее в данном павильоне размещался филиал Политехнического музея. Музей Транспорта Москвы размещён в павильоне на время реконструкции нового основного музейного здания.                   |
|      | Робостанция                                      | https://робостанция.рф   | Павильон №2                                                   | Интерактивный музей, детский |
|      | Эколого-просветительский центр «Пчеловодство»    | Сайт                     | Павильон № 28 «Пчеловодство»                                  | Музейная экспозиция, посвящённая пчеловодству. Посещение по предварительной записи. |
|      | Эколого-просветительский центр «Цветоводство»    | Сайт                     | Павильон № 29 «Цветоводство и озеленение»                     | Экспозиция, посвящённая цветоводству. |
|      | Музей Гаража особого назначения ФСО России       | Сайт                     | Павильон № 53                                                 | Музей открыт в 2021 году к столетию Кремлёвского гаража. |
|      | Выставка актуального народного искусства         | Сайт                     | Строение 457 рядом с Павильоном № 71 «Атомная энергия»        | Представлены изделия народных промыслов со всех уголков России. |
|      | Центр «Космонавтика и авиация»                   | Сайт                     | Павильон 32/34 «Космос»                                       | Музей космической и авиационной техники |
|      | Центр «Слово»                                    | Сайт                     | Павильон «Земледелие»                                         | Музейно-просветительский комплекс, посвящённый истории письменности. |
|      | Музей ВДНХ                                       | Сайт                     | Правое крыло арки Главного входа                              | Музей посвящён истории ВДНХ. |

### МВО «Манеж»
http://moscowmanege.ru/ru/
| Фото | Название      | Адрес                                | Описание экспозиции                                                              |
| ---- | ------------- | ------------------------------------ | -------------------------------------------------------------------------------- |
|      | Манеж         | Манежная площадь, д. 1               | Выставочный зал                                                                  |
|      | Новый Манеж   | Георгиевский переулок, 3, строение 3 | Выставочный зал                                                                  |
|      | Гостиный двор | улица Ильинка, д. 4                  | Выставочный зал и арт-кластер, куда переехали многие галереи из закрывшегося ЦДХ |

### Парк «Зарядье»
https://www.zaryadyepark.ru/
| Фото | Название                                                           | Адрес       | Описание экспозиции                                                                                          |
| ---- | ------------------------------------------------------------------ | ----------- | --- |
|      | Подземный музей Парка «Зарядье»                                    |             | |
|      | Выставочный зал Медиацентра                                        |             | |
|      | Музей «Старый Английский двор» в здании Старого Английского двора. | Варварка, 4 | Музей расположен в здании, где в 16-м и 17-м веке останавливались английские послы и торговые представители. |
|      | Паркинг-Галерея                                                    |             | |
|      | Медиахолл 360                                                      |             | |

### Государственный музейно-выставочный центр «РОСИЗО»
| Фото | Название                        | Сайт               | Адрес                            | Описание экспозиции |
| ---- | ------------------------------- | ------------------ | -------------------------------- | ------------------- |
|      | Выставочные залы РОСИЗО         | https://rosizo.ru/ | Петроверигский пер., 4/1         |                     |
|      | Павильон "Книги" РОСИЗО на ВДНХ |                    | Проспект Мира, 119, строение 516 |                     |

### Российская академия художеств
https://rah.ru/
| Фото | Название                                                                         | Сайт                              | Адрес | Описание экспозиции |
| ---- | -------------------------------------------------------------------------------- | --------------------------------- | --- | ------------------- |
|      | Мемориальный музей-мастерская Конёнкова                                          | Тверская, 17 (вход с бульвара).   | Музей посвящён творчеству известного скульптора и резчика по дереву Сергея Тимофеевича Конёнкова.                                        |                     |
|      | Выставочные залы Российской академии художеств (Усадьба Морозова на Пречистенке) | Пречистенка, д.21                 | Временные выставки, в том числе, старинных произведений искусства. Соединены внутренним переходом со следующим музеем в соседнем здании. |                     |
|      | Галерея искусств Зураба Церетели                                                 | Пречистенка, д.19                 | Не следует путать с прижизненным музеем-мастерской того же лица.                                                                         |                     |
|      | Музей скульптора Юрия Орехова                                                    | Земледельческий переулок, 9. Сайт | Коллекция работ скульптора Юрия Орехова.                                                                                                 |                     |

### Картинная галерея Ильи Глазунова
https://glazunov-gallery.ru
| Фото | Название                                  | Адрес                    | Описание экспозиции | |
| ---- | ----------------------------------------- | ------------------------ | --- | --- |
|      | Картинная галерея Ильи Глазунова          | ул. Волхонка, 13         | Экспозиция монументальных и масштабных живописных работ народного художника Ильи Глазунова. | |
|      | Музей сословий России                     | ул. Волхонка, 13 стр.2   | Экспозиция русского искусства и предметов народной культуры из коллекции Ильи Глазунова. Три этажа, каждый из которых тематически посвящён одному из трёх сословий Старой России — духовенству, дворянству, крестьянству. | |
|      | Музей русского лубка и наивного искусства | https://naive-museum.ru/ | Малый Головин переулок, д.10 | Бывший Московский музей народной графики — экспозиция российского наивного искусства XX—XXI вв., экспозиция лубка, временные выставки по профилю музея                                                     |
|      | Музейно-выставочный центр «Дача»          | https://naive-museum.ru/ | Союзный проспект, д.15-а | Бывший Музей наивного искусства — ныне выставочный зал Музея русского лубка и наивного искусства для временных выставок по профилю музея из собственных фондов, а также государственных и частных собраний |
|      | Выставочный зал «Народные картины»        | https://naive-museum.ru/ | Измайловский бульвар, д.30 | Бывший Государственный выставочный зал «АРТ-Измайлово» — экспозиция лубка, а также временные выставки по профилю музея из собственных фондов, а также государственных и частных собраний                   |

### Прочие художественные музеи
| Фото | Название                                                       | Сайт                                                      | Адрес                           | Описание экспозиции |
| ---- | -------------------------------------------------------------- | --------------------------------------------------------- | ------------------------------- | --- |
|      | Объединение «Выставочные залы Москвы»                          | http://vzmoscow.ru/                                       |                                 | Несколько государственных выставочных залов в спальных районах города |
|      | Музей «Собрание»                                               | Солянка, 16                                               | https://mus-col.com/            | Коллекция антиквариата принадлежащая Давиду Якобашвили. Важной частью коллекции является собрание механических музыкальных инструментов — музыкальных шкатулок и др.                                                      |
|      | Картинная галерея Александра Шилова                            | ул. Знаменка, 5                                           | https://amshilov.ru/            | |
|      | Музейно-выставочный комплекс Академии акварели Сергея Андрияки | улица Академика Варги, 15. Метро: Тропарёво, Тёплый стан. | https://academy-andriaka.ru     | Музейно-выставочный комплекс расположен на четырёх этажах Академии. Здесь регулярно проходят крупные выставки классического русского искусства. Также экспонируются работы Сергея Андрияки, преподавателей и выпускников. |
|      | Музей «Дом Бурганова»                                          | Большой Афанасьевский переулок, 15, стр. 9                | http://burganov.ru/             | Музей работ скульптора Александра Бурганова. |
|      | Галерея Василия Нестеренко                                     | Улица Малая Дмитровка, д. 29, стр. 4                      | https://nesterenko.arts.mos.ru/ | Галерея художника Василия Нестеренко. Экспозиция сменная. Бывший выставочный зал «Домик Чехова». |
|      | Мастерская Петра Кончаловского                                 | Москва, Большая Садовая улица, д. 10, 4 этаж, кв. 40      | https://pkstudio40.ru           | Музей-мастерская художника Петра Кончаловского. Находится на реконструкции. |
|      | Центр Искусств. Москва.                                        | Улица Волхонка, 15, на территории Храма Христа Спасителя. | http://artcentre.moscow/        | В музее демонстрируется значительное собрание русской живописи XIX века, проходят временные выставки. |
|      | Музей Ар Деко                                                  | Лужнецкая набережная, 2/4 стр. 4                          | http://artdecomuseum.ru/        | Музей, полностью посвящённый предметам (скульптуре, мебели, светильникам) в стиле ар деко, созданным в Западной Европе и США в период между двумя Мировыми войнами. Временно закрыт.                                      |
|      | Музей Константина Васильева                                    | Череповецкая улица, владение 3Б.                          | http://muzey-vasilyeva.ru/      | Музей русского художника XX века Константина Васильева, расположенный на севере Москвы. Выставлены только репродукции Васильева и оригиналы современных живопистов-фольклористов.                                         |

### Музей современной истории России
Музей посвящён истории России 20 века, в советские годы назывался музеем Революции.
http://www.sovrhistory.ru/
| Фото | Название                                 | Адрес                             | Описание экспозиции |
| ---- | ---------------------------------------- | --------------------------------- | --- |
|      | Главное здание (Бывший Английский клуб). | Тверская улица, 21                | Музей истории России в XX веке. |
|      | Историко-мемориальный музей «Пресня».    | Большой Предтеченский переулок, 4 | В музее работает диорама, посвящённая боям на Пресне в ходе Революции 1905 года.                                                                                    |
|      | Подпольная типография 1905—1906 гг.      | Лесная улица, 5                   | Музей посвящён подпольной типографии большевиков, размешавшейся во время Революции 1905 года в подвале магазина «Оптовая торговля кавказскими фруктами Каландадзе». |
|      | Музей-квартира Г. М. Кржижановского.     | Садовническая улица, 30/ 1        | Музей памяти ученого-энергетика. Посещение по ежедневным экскурсионным сеансам.                                                                                     |

### Остальные исторические музеи
| Фото | Название                                                       | Сайт                                      | Адрес                                                                         | Описание экспозиции |
| ---- | -------------------------------------------------------------- | ----------------------------------------- | ----------------------------------------------------------------------------- | --- |
|      | Музей истории ГУЛАГа                                           | https://gmig.ru/                          | Новый адрес — 1-й Самотёчный переулок, 9/1                                    | Музей посвящён трагической странице российской истории. Ранее располагался в другом здании по другому адресу. Новое здание выстроено специально для музея. |
|      | Музей-квартира Александра Солженицына                          | https://www.domrz.ru/solzhenitsyn-museum/ | Тверская улица, д. 12 стр. 8, подъезд 14, кв. №173 и №169                     | Музей состоит из мемориальной квартиры писателя (№169) и второй квартиры (№173), где расположены лекторий и библиотека. Вход в музей через квартиру №173 (3-й этаж). |
|      | Музей «Дом на набережной»                                      | http://dnnmuseum.ru                       | улица Серафимовича, 2                                                         | Музей посвящён истории Дома на набережной и находится в одном из его помещений. |
|      | Музей «Садовое кольцо»                                         | sadovoekoltso.com/                        | Проспект Мира, 14/10                                                          | Музей посвящён истории Мещанского района. |
|      | Музей священника Павла Флоренского                             |                                           | улица Бурденко, д. 16/12, кв. 21. Вход с подъезда на Новоконюшенном переулке. | Музей памяти священника, философа и учёного. |
|      | Музей «Огни Москвы»                                            | ognimos.ru/                               | Армянский переулок, 3—5 строение 1.                                           | Интерактивный музей истории городского освещения — от лучины до электрических фонарей. |
|      | Музей «Наша Эпоха»                                             | nashaepoha.ru/                            | Олсуфьевский переулок, 6, строение 2                                          | Частный музей истории русского самодержавия и дома Романовых. |
|      | Музей предпринимателей, меценатов и благотворителей            | https://muzeydela.ru                      | Донская улица, 9/1                                                            | Музей посвящён дореволюционному российскому купечеству. |
|      | Сахаровский центр                                              | sakharov-center.ru/                       | улица Земляной Вал, 57, стр. 6                                                | Музей и культурный центр. |
|      | Церковный музей Московской епархии Русской Православной церкви | Сайт                                      | Новодевичий проезд, дом 1.                                                    | Музей расположен в Новодевичьем монастыре, памятнике Всемирного наследия ЮНЕСКО. До Перестройки монастырь являлся филиалом Государственного Исторического музея. Государственный исторический музей окончательно выехал из монастыря в 2000-е годы, после чего в части его бывших помещений открылся принадлежащий монастырю церковный музей. В его экспозиции — старинные иконы, произведения церковного искусства, мемориальные предметы, рассказывающие о прошлом монастыря. |
|      | Музей колоколов в усадьбе Свиблово                             | Сайт                                      | Лазоревый проезд, 15, стр.3                                                   | Музей колоколов входит в состав комплекса усадьбы Свиблово, постройки которой ныне являются патриаршим подворьем при Троицкой церкви (1708; Нарышкинское барокко). Усадьба и церковь расположены в живописном месте, в парке на берегу Яузы. Вход в музей — с экскурсией, по предварительной договорённости. |
|      | Музей Моды                                                     | fashion-museum.ru/                        | Улица Ильинка, 4, подъезд 19А                                                 | Государственное бюджетное учреждение культуры «Музейно-выставочный центр «Музей Моды» создан в Москве в 2007 году, в декабре 2015 года открыт выставочный зал Музея, расположенный в Гостином дворе. Коллекция Музея Моды включает платья, костюмы, головные уборы, аксессуары и обувь конца XIX — XXI века и насчитывает более двух тысяч экспонатов из России, Западной Европы и США, в том числе, множество авторских и безымянных вещей, как массовых, так и уникальных. В собрании Музея есть костюмы и платья Worth, Redfern, Versace, Armani, Alexander McQueen и других всемирно известных брендов. Музей активно собирает коллекцию советских платьев и аксессуаров 1920 – 1980-х годов. |
|      | Музей кочевой культуры                                         | http://www.nomadic.ru/                    | Авиамоторная улица, д. 30А, к.1                                               | Музей представляет собой несколько реконструированных жилищ кочевников из разных частей планеты: монгольскую юрту, ненецкий чум и шатёр бедуинов. Жилища обставлены предметами обихода соответствующих народов. В ходе экскурсии посетителей квалифицированно знакомят с традициями и образом жизни кочевников. Посещение по предварительной записи для организованных групп. |
|      | Музей истории телесных наказаний                               |                                           | Арбат, д. 25/36                                                               | Музей посвящён истории пыток и смертных казней. |

#### Музеи национальной истории
| Фото | Название                                | Сайт              | Адрес                                            | Описание экспозиции |
| ---- | --------------------------------------- | ----------------- | ------------------------------------------------ | --- |
|      | Еврейский музей и центр толерантности   | jewish-museum.ru/ | ул. Образцова, 11, строение 1А                   | Музей расположен в здании бывшего Бахметьевского гаража, построенного по проекту Мельникова, в Марьиной Роще, на северо-востоке Москвы. Музей в интерактивной форме рассказывает об истории еврейского народа. Также проводятся художественные и исторические выставки                                              |
|      | Армянский музей Москвы и культуры наций | armmuseum.ru/     | Проспект Мира, д.33 стр.1                        | Музей, посвященный армянской культуре, истории и религиозной традиции. Располагается на территории московского храмового комплекса Армянской Апостольской Церкви. Выселен и закрыт, существует лишь в виде сайта. Музейное пространство в цоколе храма используется для выставок других проектов на армянские темы. |
|      | Музей истории евреев в России           | mievr.ru/         | Петровско-Разумовская аллея, 10, корп. 3, офис 7 | Музей, посвящённый истории евреев в Российской империи и далее, в коллекции — подлинные интересные предметы еврейской старины. |

### Военные музеи

#### Музей-панорама Бородинская битва
http://www.1812panorama.ru/
| Фото | Название                               | Адрес                                                      | Описание экспозиции |
| ---- | -------------------------------------- | ---------------------------------------------------------- | --- |
|      | Бородинская панорама                   | Кутузовский проспект, 38                                   | В музее размещается круговая картина-панорама Бородинской битвы, выполненная художником Францем Рубо и другие экспонаты по теме войны 1812 года.                                                                         |
|      | «Кутузовская изба»                     | Рядом с главным зданием музея (Кутузовский проспект, 38/2) | Воссозданная в 19 веке после пожара изба, где проходил Военный совет в Филях. Здание долгое время (с 1995 по 2010) стояло закрытым, сейчас в нём проходят временные выставки.                                            |
|      | Музей Героев Советского Союза и России | Большая Черёмушкинская улица, 24/3                         | Музей посвящён подвигам военнослужащих Советской и Российской Армии, удостоенных звания Героя Советского Союза и Героя Российской Федерации. Размещается в специально построенном здании. Проводятся временные выставки. |

#### Центральный музей Вооружённых Сил
http://www.cmaf.ru/
| Фото | Название                          | Адрес                             | Описание экспозиции                                                                                        |
| ---- | --------------------------------- | --------------------------------- | --- |
|      | Главное здание                    | улица Советской армии, 2.         | Музей посвящён истории российской армии. Рядом выставлены образцы военной техники.                         |
|      | Мемориальный кабинет-музей Жукова | улица Знаменка, 19, (подъезд № 1) | Кабинет маршала Жукова в старом здании Генерального штаба. Только по предварительной заявке для экскурсий. |

#### Центральные ведомственные музеи силовых структур
| Фото | Название                     | Сайт | Адрес                  | Описание экспозиции                                               |
| ---- | ---------------------------- | ---- | ---------------------- | ----------------------------------------------------------------- |
|      | Центральный музей МВД России | Сайт | Селезневская улица, 11 | Крупный музей на 25 залов. По предварительной записи.             |
|      | Музей пограничных войск      |      | Яузский бульвар, 13    | Крупный музей с целой анфиладой залов. По предварительной записи. |

#### МузеиРоссийского военно-исторического общества
http://www.museumrvio.ru
| Фото | Название                                         | Адрес                                    | Описание экспозиции |
| ---- | ------------------------------------------------ | ---------------------------------------- | --- |
|      | Музей военной формы                              | Большая Никитская, дом 46/17, строение 1 | Открылся 12 декабря 2019 в Усадьбе Васильчиковых. С 2017 по 2019 год находился в Петроверигском переулке, в усадьбе Боткиных.                                                                                              |
|      | «Музей московских стрельцов» (Стрелецкие палаты) | Лаврушинский переулок, 17, стр. 1        | Музей Российского военно-исторического общества, посвящённый военной истории России. Интерактивная экспозиция, временные выставки. Расположен в палатах 17 века, во дворе, напротив главного здания Третьяковской галереи. |

#### МузеиВеликой Отечественной войны
| Фото | Название                                                     | Сайт              | Адрес                                        | Описание экспозиции |
| ---- | ------------------------------------------------------------ | ----------------- | -------------------------------------------- | --- |
|      | Центральный музей Великой Отечественной войны (Музей Победы) | victorymuseum.ru/ | Площадь Победы, 3                            | Музейный комплекс на Поклонной горе, включающий в себя парк, памятники, фонтаны, а также церковь, синагогу и мечеть. В музее хранятся и доступны для граждан Книги Памяти, здесь можно получить информацию о фронтовой судьбе конкретных людей. |
|      | Музей обороны Москвы                                         | http://gmom.ru/   | Мичуринский проспект, Олимпийская деревня, 3 | Музей посвящён обороне Москвы. |

#### Музеи-бункеры
| Фото | Название                                             | Сайт                | Адрес                             | Описание экспозиции |
| ---- | ---------------------------------------------------- | ------------------- | --------------------------------- | --- |
|      | Музей холодной войны (Бункер-42)                     | bunker42.com/       | 5-й Котельнический переулок, 11.  | Музей в бункере, выкупленном частной компанией.                                                                                             |
|      | Бункер Сталина в Измайлово                           | сталинбункер.рф     | улица Советская, 80.              | Бункер И. В. Сталина времён Великой Отечественной войны в Измайлово. В бункере сохранились интерьеры. Вход только для организованных групп. |
|      | Музей современной фортификации (Бункер ЧЗ-703)       | bunker703.ru/       | 2-й Новокузнецкий переулок, 14/1. | Недавно рассекреченный заглубленный спец-объект МИД, построенный в середине XX века в качестве защищенного хранилища секретных документов.  |
|      | Музей подземной Москвы (Убежище завода им.Мантулина) | podzemnayamoskva.ru | Мантулинская улица, 7с33.         | Музеефицированное убежище для населения на случай ядерной войны.                                                                            |

### Нумизматические музеи
| Фото | Название                                    | Сайт                                            | Адрес                               | Описание экспозиции                                           |
| ---- | ------------------------------------------- | ----------------------------------------------- | ----------------------------------- | ------------------------------------------------------------- |
|      | Музей Международного нумизматического клуба | http://coinmuseum.ru/about/                     | Большой Афанасьевский переулок, 24  | Коллекция монет. Вход по предварительной записи по интернету. |
|      | Музей Денег                                 | http://muzeydeneg.ru/                           | Ленинградское шоссе, 59             | Коллекция монет и купюр из 80 стран мира.                     |
|      | Музей финансов                              | http://www.fa.ru/org/div/museum/Pages/Home.aspx | Ленинградский проспект, 49, 2 этаж. | Музей Финансового университета. По предварительной записи.    |
|      | Музей министерства финансов                 | https://minfin.gov.ru/ru/ministry/museum/about/ | улица Ильинка, 9                    | По предварительной записи.                                    |

## Литературные музеи

### Музей Пушкина на Пречистенке
Литературный музей посвящён жизни и творчеству поэта. Его не следует путать с художественным Пушкинским музеем (ГМИИ) и Литературным музеем, в состав которого он не входит.
http://www.pushkinmuseum.ru/
| Фото | Название                                      | Адрес                                  | Описание экспозиции |
| ---- | --------------------------------------------- | -------------------------------------- | --- |
|      | Главное здание (Усадьба Хрущёвых-Селезнёвых)  | Пречистенка, 12/2                      | Большой музей, посвящённый творчеству поэта, расположенный в здании, которое существовало во времена Пушкина, но в котором он никогда не жил.                       |
|      | Мемориальная квартира А.С. Пушкина на Арбате  | Старый Арбат, 53                       | Музей расположен в здании, где Пушкин жил с женой. |
|      | Дом-музей В.Л. Пушкина на Старой Басманной    | Старая Басманная улица, 36.            | Музей посвящён Василию Львовичу Пушкину — поэту и дяде А.С. Пушкина.                                                                                                |
|      | Музей И. С. Тургенева                         | Остоженка, 37/7.                       | Музей расположен в доме матери Тургенева. |
|      | Мемориальная квартира Андрея Белого на Арбате | Старый Арбат, 55/Денежный переулок, 32 | Музей известного писателя начала XX века расположен на третьем этаже дома, соседнего с музеем-квартирой А.С. Пушкина (общий вход с музеем-квартирой А. С. Пушкина). |
|      | Выставочные залы на Арбате                    | Старый Арбат, 55/Денежный переулок, 32 | Отдельное пространство для выставок в том же здании, что и Музей-квартира Андрея Белого (отдельный вход с переулка).                                                |

### Государственный Литературный музей
http://www.goslitmuz.ru/
ГЛМ — Литературный музей, состоящий из главного здания, и филиалов, представляющих собой дома-музеи конкретных писателей. 
| Фото | Название | Адрес                                 | Описание экспозиции |
| ---- | --- | ------------------------------------- | --- |
|      | Главное здание Государственного Литературного музея, Музейный центр «Зубовский, 15» (Дом Любощинских-Вернадских) | Зубовский бульвар, д. 15, строение 1. | Музей ранее располагался в Высоко-Петровском монастыре, после чего получил для своей экспозиции новое здание на Садовом кольце рядом с метро Парк Культуры. Новая экспозиция открылась в 2019 году. Проходят выставки.             |
|      | Дом Остроухова в Трубниках                                                                                       | Трубниковский переулок, 17            | Музей в доме художника и мецената И. С. Остроухова (1858–1929). На время реставрации дома Любощинских-Вернадских служил главным зданием музея. Сейчас используется как пространство для временных выставок. Имеется книжный киоск. |
|      | Дом-музей М.Ю. Лермонтова                                                                                        | Малая Молчановка, 2.                  | Мемориальная экспозиция в доме, принадлежавшем бабушке поэта, Елизавете Алексеевне Арсеньевой, где Лермонтов жил с ней c 1829 по 1832 год.                                                                                         |
|      | Дом-музей А. И. Герцена                                                                                          | Сивцев Вражек, 27                     | Мемориальная экспозиция в доме, где А.И. Герцен прожил с 1843 по 1847 год. |
|      | Музей-квартира Ф.М. Достоевского                                                                                 | улица Достоевского, 2                 | Мемориальная экспозиция в бывшем здании Мариинской больницы, во флигеле которой писатель родился и проживал с 1821 по 1837 год. |
|      | Дом-музей А.П. Чехова                                                                                            | Садовая-Кудринская улица, 6/2         | Мемориальная экспозиция, в доме, где Антон Павлович Чехов проживал со своей семьёй с 1886 по 1890 год. Находится на реконструкции.                                                                                                 |
|      | Музей Серебряного века                                                                                           | Проспект Мира, 30.                    | Музей расположен в доме поэта Валерия Брюсова, сохранился его мемориальный кабинет. |
|      | Мемориальный кабинет Луначарского                                                                                | Денежный переулок, 9/5                | Музей посвящён советскому наркому просвещения А. В. Луначарскому. Закрыт на реконструкцию. |
|      | Музей-квартира Алексея Толстого                                                                                  | Улица Спиридоновка, 2/6.              | Мемориальная экспозиция во флигеле бывшего особняка купца Рябушинского (ныне в самом особняке музей А. М. Горького), где Алексей Толстой прожил с 1941 по 1945 год. Вход со двора.                                                 |

Остальные филиалы ГЛМ находятся за пределами Москвы, в том числе в Переделкино.

### Музей Льва Толстого
http://tolstoymuseum.ru/
Государственный музей Л. Н. Толстого — литературный музей, посвященный творчеству  писателя.
| Фото | Название                                              | Адрес                   | Описание экспозиции |
| ---- | ----------------------------------------------------- | ----------------------- | --- |
|      | Государственный музей Л. Н. Толстого                  | Пречистенка, 11/8       | Музей посвящён жизни и творчеству Л. Н. Толстого, ряд экспонатов связаны с Наполеоновскими войнами и Кавказской войной. |
|      | Мемориальный музей-усадьба Л. Н. Толстого «Хамовники» | Улица Льва Толстого, 21 | Музей расположен в здании, где Лев Толстой жил в 1882-1901 годах.                                                       |
|      | Толстовский центр на Пятницкой                        | Пятницкая улица, 12     | Выставочный зал музея в старинном здании.                                                                               |

Два других филиала музея находятся за пределами Москвы и даже Московской области.

### Музей Сергея Есенина
http://esenin-museum.ru/
Московский государственный музей С. А. Есенина — литературный музей, посвященный творчеству поэта Сергея Есенина.
| Фото | Название                                    | Адрес                              | Описание экспозиции |
| ---- | ------------------------------------------- | ---------------------------------- | --- |
|      | Главное здание.                             | Большой Строченовский переулок, 24 | Дом-музей поэта. |
|      | Есенин-центр.                               | Переулок Чернышевского, 4/2        | Выставочный зал. Открыт только в дни экспонирования передвижных выставок и во время проведения культурно-массовых мероприятий. |
|      | Есенинский культурно-просветительский центр | Клязьминская улица, 21/2           | Открылся в 2014 году. Спектакли и интерактивные занятия для детей, временные выставки.                                         |

### Музей Маяковского
https://muzeimayakovskogo.ru
| Фото | Название                                         | Адрес                                     | Описание экспозиции |
| ---- | ------------------------------------------------ | ----------------------------------------- | --- |
|      | Государственный музей В. В. Маяковского          | Лубянский проезд, д.3/6                   | На ремонте, дата окончания неизвестна. |
|      | Квартира семьи Маяковских на Красной Пресне      | улица Красная Пресня, 36, стр. 1, кв. 24. | Квартира, в которой семья Маяковских прожила с 1913 по 1915 год. С 2017 года открыта для публики, как музейное пространство. Вход по предварительной записи. |
|      | Квартира семьи Маяковских в Студенецком переулке | Студенецкий переулок, 6, кв. 20           | Открыт в сентябре 2019 года. |

### Музей Горького
| Фото | Название                 | Сайт                            | Адрес                         | Описание экспозиции |
| ---- | ------------------------ | ------------------------------- | ----------------------------- | --- |
|      | Дом-музей А. М. Горького | http://museum.imli.ru/index.php | Малая Никитская улица, д. 6/2 | Расположен в построенном в стиле модерн особняке С. П. Рябушинского, где Горький с семьей жил после революции. Полностью сохранился интерьер, выполненный архитектором Ф. О. Шехтелем. С конца 2021 года временно закрыт. |

### Остальные музеи литературной тематики
| Фото | Название                                                                      | Сайт                              | Адрес                                            | Описание экспозиции |
| ---- | ----------------------------------------------------------------------------- | --------------------------------- | ------------------------------------------------ | --- |
|      | Музей Михаила Булгакова                                                       | https://bulgakovmuseum.ru/        | Большая Садовая улица, д.10, кв. 50              | Сосуществует в одном здании с общественным музеем «Булгаковский дом». |
|      | Музей-театр Булгаковский дом                                                  | http://dombulgakova.ru/           | Большая Садовая улица, д.10, 1 этаж              | Сосуществует в одном здании с государственным Музеем Михаила Булгакова. |
|      | Дом Русского зарубежья имени Александра Солженицына                           | https://www.domrz.ru/             | Нижняя Радищевская улица. д. 2                   | Библиотека и музейно-культурный центр. |
|      | Дом Н. В. Гоголя — мемориальный музей и научная библиотека                    | http://www.domgogolya.ru/         | Никитский бульвар, д.7а                          | Мемориальный музей Николая Васильевича Гоголя и научная библиотека. |
|      | Дом-музей Марины Цветаевой                                                    | https://dommuseum.ru/             | Борисоглебский переулок, д.6                     | Дом-музей выдающейся поэтессы. |
|      | Московский литературный музей-центр К.Г. Паустовского                         | https://www.mirpaustowskogo.ru/   | ул. Старые Кузьминки, д.17                       | Музей известного писателя и знатока природы. |
|      | Государственный культурный центр-музей В. С. Высоцкого                        | http://visotsky.ru/               | Нижний Таганский тупик, д.3                      | Музей знаменитого барда и поэта. |
|      | Музей Булата Окуджавы на Арбате                                               | Сайт                              | Плотников переулок, д. 21, стр. 1                | Музей Булата Окуджавы, культурный центр «Дом Булата» и экспозиция старинных кукол «Кукольный дом». |
|      | Государственный музей — культурный центр «Интеграция» имени Н. А. Островского | http://tverskaya14.ru/            | Тверская, 14                                     | Музей, специализирующийся на поддержке людей с ограниченными возможностями, на базе мемориальной квартиры писателя Н. А. Островского («Как закалялась сталь»), в здании, где до этого располагался салон княгини Зинаиды Волконской. |
|      | Дом-музей Владимира Даля                                                      | https://museumdal.ru/             | Большая Грузинская улица, 4/6, стр. 9 (во дворе) | Дом-музей создателя «Толкового словаря». Вход с задней стороны дома. |
|      | Библиотека «Дом А. Ф. Лосева»                                                 | http://domloseva.ru/              | Арбат, 33                                        | Философская библиотека и дом-музей русского философа Алексея Лосева. |
|      | Музей-квартира И. Д. Сытина                                                   | http://muzeysitina.ru/            | Тверская улица, 12/2, кв. 274.                   | Музей памяти знаменитого книгоиздателя. Открылся после реконструкции. |
|      | Центр Вознесенского                                                           | https://www.voznesenskycenter.ru/ | Большая Ордынка, д. 46, стр. 3                   | |

## Театральные и музыкальные музеи

### Театральный музей имени А. А. Бахрушина
http://www.gctm.ru/
Театральный музей имени А. А. Бахрушина — музей посвящённый истории театра, помимо главного здания, имеет 12 филиалов, представляющих собой мемориальные дома и квартиры конкретных театральных деятелей.
| Фото | Название                                                           | Адрес                                           | Описание экспозиции |
| ---- | ------------------------------------------------------------------ | ----------------------------------------------- | --- |
|      | Главное здание                                                     | Улица Бахрушина, 31/12                          | Музей, посвящённый истории театра в России.                                                                               |
|      | Дом-музей М. Н. Ермоловой (Театральный салон на Тверском бульваре) | Тверской бульвар, 11                            | Музей артистки Марии Ермоловой.                                                                                           |
|      | Музей-квартира Вс.Э. Мейерхольда                                   | Брюсов переулок, 12, кв. 11                     | Музей посвящён режиссёру Всеволоду Мейерхольду.                                                                           |
|      | Дом-музей А. Н. Островского (Театральная галерея на Малой Ордынке) | Малая Ордынка,9                                 | Музей драматурга Александра Островского.                                                                                  |
|      | Музей-квартира Г. С. Улановой                                      | Котельническая набережная, 1/15, кв. 185        | Музей посвящён известной балерине Галине Улановой.                                                                        |
|      | Музей-квартира Майи Плисецкой                                      | Тверская улица, д. 25/9, кв. 31.                | Музей посвящён известной балерине Майе Плисецкой и и её супругу, композитору Родиону Щедрину.                             |
|      | Музей-квартира В.Н. Плучека                                        | Большая Бронная улица, 2/6, кв. 47              | Музей памяти режиссёра и актёра Валентина Плучека.                                                                        |
|      | Дом-музей М. С. Щепкина.                                           | улица Щепкина, 47/2                             | Музей актёра Михаила Щепкина.                                                                                             |
|      | Дом-музей Андрея Миронова                                          | Малый Власьевский переулок, 7, кв. 8            | Музей посвящён артисту Андрею Миронову, а также его матери, актрисе Марии Мироновой, и отцу, артисту Александру Менакеру. |
|      | Музей-мастерская театрального художника Д.Л. Боровского            | Большой Афанасьевский переулок, 3, стр. 4–6     | Музей-мастерская театрального художника Давида Львовича Боровского.                                                       |
|      | Музей-студия Радиотеатра                                           | Большой Овчинниковский переулок, дом 17/1, кв.5 | |

### МузейМХАТ
https://museummhat.ru
| Фото | Название                                        | Адрес                                                                           | Описание экспозиции                                                                                 |
| ---- | ----------------------------------------------- | ------------------------------------------------------------------------------- | --------------------------------------------------------------------------------------------------- |
|      | Музей МХАТ                                      | Камергерский переулок, 3а                                                       | Музей посвящён истории Московского художественного театра.                                          |
|      | Дом-музей К. С. Станиславского                  | Леонтьевский переулок, 6                                                        | Дом-музей реформатора театрального искусства и одного из создателей МХАТ Константина Станиславского |
|      | Мемориальная квартира В. И. Немировича-Данченко | Глинищевский переулок, 5/7, кв. 52, 3 этаж, подъезд 5 (в арке с правой стороны) | Дом-музей соратника Станиславского и одного из создателей МХАТ.                                     |

### Российский национальный музей музыки
Ранее - Музей музыкальной культуры имени М. И. Глинки.
Основная экспозиция музея посвящена истории музыки и музыкальных инструментов, также проходят временные выставки, имеется несколько филиалов.
https://music-museum.ru
| Фото | Название                                 | Адрес                       | Описание экспозиции |
| ---- | ---------------------------------------- | --------------------------- | --- |
|      | Главное здание (Музей музыки)            | Улица Фадеева, 4            | Музей посвящён истории музыки и музыкальных инструментов. Проводятся выставки. В состав музея недавно передана Государственная коллекция уникальных музыкальных инструментов, отдельные предметы из которой выставлены в основной экспозиции. |
|      | Музей-квартира Николая Голованова        | Брюсов переулок, 7, кв. 10  | Музей-квартира дирижёра Николая Голованова. |
|      | Музей-квартира Александра Гольденвейзера | Тверская улица, 17, кв. 110 | Музей пианиста Александра Гольденвейзера. |
|      | Музей С. С. Прокофьева                   | Камергерский переулок, 6    | Музей, посвящённый знаменитому композитору. |
|      | Музей «П.И. Чайковский и Москва»         | Кудринская площадь, 46/54   | Большой музей, посвящённый жизни и творчеству композитора. |
|      | Дом-музей Ф. И. Шаляпина                 | Новинский бульвар, 25-27    | Музей в доме знаменитого певца Ф. И. Шаляпина. |

### Дом-музей А. Н. Скрябина
https://scriabinmuseum.ru
| Фото | Название                          | Адрес                                   | Описание экспозиции                                                  |
| ---- | --------------------------------- | --------------------------------------- | -------------------------------------------------------------------- |
|      | Мемориальный музей А. Н. Скрябина | Большой Николопесковский переулок, д.11 | Дом-музей композитора, изобретателя цветомузыки Александра Скрябина. |
|      | Музей русской гармоники А. Мирека | 2-я Тверская-Ямская улица, 18           | Музей посвящён истории русской гармони.                              |

### Другие театральные и музыкальные музеи
| Фото | Название                                   | Сайт                                                               | Адрес                                         | Описание экспозиции | Описание экспозиции |
| ---- | ------------------------------------------ | ------------------------------------------------------------------ | --------------------------------------------- | --- | ------------------- |
|      | Мемориальная квартира А.И. Сумбатова-Южина | Большой Палашёвский переулок, 5                                    | https://www.maly.ru/yuzhin                    | Музей-квартира артиста Малого театра Александра Ивановича Сумбатова-Южина.                                                                                     |                     |
|      | Музей-квартира Е.Ф. Гнесиной               | Поварская улица, 30-36. Вход в здание через главный вход Академии. | https://www.gnesina-museum.com/               | Музей, памяти музыканта и педагога Елены Фабиановны Гнесиной, основательницы знаменитого музыкального училища и академии. Посещение по предварительной записи. |                     |
|      | Музей-квартира С.В. Образцова              | Глинищевский переулок, дом 5/7, кв. 97                             | https://puppet.ru/museum/muzey-kvartira       | Дом-музей реформатора театрального искусства Сергея Образцова. Вход по предварительной записи.                                                                 |                     |
|      | Музей трёх актёров                         | Новопетровская улица, 10                                           | https://muzei-moscow.ru/muzej-tryoh-aktyorov/ | Музей, посвящённый троице актёров — Юрию Никулину, Георгию Вицину и Евгению Моргунову (Трус, Балбес и Бывалый). Статус музея неясен.                           |                     |

## Музеи университетов

### МузеиМГУ
| Фото | Название                                                                   | Сайт                  | Адрес                      | Описание экспозиции |
| ---- | -------------------------------------------------------------------------- | --------------------- | -------------------------- | --- |
|      | Зоологический музей МГУ                                                    | http://zmmu.msu.ru    | Большая Никитская улица, 6 | Зоологическая коллекция. |
|      | Музей землеведения МГУ                                                     | http://www.mes.msu.ru | Воробьёвы горы, 1          | Музей расположен в верхних этажах главного здания МГУ (с 24 по 31). Вход по записи, только для организованных групп.              |
|      | Музей истории Московского университета                                     | http://hm.msu.ru      | Ломоносовский проспект, 27 | Музей занимает шесть залов в новом здании Научной библиотеки МГУ. Экспозиция открыта в 2005 году. Вход по предварительной записи. |
|      | Научно-исследовательский институт и Музей антропологии имени Д. Н. Анучина | Сайт                  | Моховая улица, 11, стр. 1  | Небольшой музей в старинном здании Московского университета на Моховой улице. Вход по предварительной договорённости.             |

### Музей МАИ
| Фото | Название  | Сайт                      | Адрес | Описание экспозиции |
| ---- | --------- | ------------------------- | --- | ------------------- |
|      | Музей МАИ | Волоколамское шоссе, 4/24 | Музей Московского авиационного института, учреждённый к его шестидесятилетию в 1990 году. Вход по записи. |                     |

### МузеиРГГУ
| Фото | Название                                          | Сайт              | Адрес | Описание экспозиции             |
| ---- | ------------------------------------------------- | ----------------- | ----- | ------------------------------- |
|      | Учебный художественный музей имени Ивана Цветаева | Улица Чаянова, 15 | Сайт  | Вход по предварительной записи. |
|      | Постоянная экспозиция «Искусство Древней Мексики» | Улица Чаянова, 15 | Сайт  | Вход по предварительной записи. |

### МузеиТимирязевской академии
https://www.timacad.ru/about/muzei
| Фото | Название                                                            | Адрес                                                                           | Описание экспозиции |
| ---- | ------------------------------------------------------------------- | ------------------------------------------------------------------------------- | --- |
|      | Музей-квартира Тимирязева                                           | Романов переулок, 4, строение 1                                                 | Мемориальный музей-квартира, где с 1899 по 1920 гг. проживал биолог, агроном профессор Климент Аркадьевич Тимирязев. Вход по предварительной записи. |
|      | Музей коневодства                                                   | Лиственничная аллея, 2б                                                         | Музей существует при Московской сельскохозяйственной академии имени К. А. Тимирязева. Крупная тематическая коллекция, включающая многочисленные произведения живописи и скульптуры. Вход по предварительной записи.                                                                    |
|      | Почвенно-агрономический музей имени В. Р. Вильямса                  | Тимирязевская улица, 55                                                         | Музей назван именем академика Вильямса. Имеет узкоспециальную тематику. Вход по предварительной записи. |
|      | Музей животноводства имени Е. Ф. Лискуна                            | Тимирязевская улица, 48                                                         | Музей назван именем академика Лискуна и располагается в бывшем конном дворе усадьбы Петровско-Разумовское. . |
|      | Музей леса имени А. Р. Варгаса де Бедемара                          | улица Прянишникова, д. 17                                                       | Музей назван именем академика Альфонса Варгаса де Бедемара и посвящён истории изучения российских лесов. Не следует путать с Российским музеем леса. |
|      | Музей агроинженерии и техники имени В. П. Горячкина                 | улица Прянишникова, 14                                                          | Музей расположен в пяти залах бывшей машинноиспытательной станции, построенной в 1913 году пионером использования сельскохозяйственных машин в России В. П. Горячкиным. Музей посвящен памяти исследователя и истории сельскохозяйственных машин. Посещение по предварительной записи. |
|      | Музей анатомии имени Б. К. Гиндце                                   | Тимирязевская улица, ул. Тимирязевская, 44, 1 этаж (здание 16 учебного корпуса) | Музей анатомии, созданный учёным Борисом Константиновичем Гиндце (1881—1953) в 1935 году. Посещение по предварительной записи. |
|      | Зоологический музей имени Н. М. Кулагина                            | Тимирязевская улица, 44, 2 этаж                                                 | Зоологическая коллекция (чучела). Вход по предварительной записи. |
|      | Геолого-минералогический музей                                      | улица Прянишникова, 6                                                           | Музей создан на основе коллекции геолога Ивана Богдановича Ауэрбаха. |
|      | Музей истории Тимирязевской академии                                | Тимирязевская улица, 45                                                         | Музей, посвящённый истории академии, занимает отдельное здание. Вход по предварительной записи. |
|      | Музейный центр цитологии, генетики и селекции имени Н. И. Вавилова  | В кампусе академии.                                                             | Вход по предварительной записи. |
|      | Кабинет-музей кафедры растениеводства и агрономического факультета. | В кампусе академии, в нескольких помещениях.                                    | Вход по предварительной записи. |

## Музеи науки и техники

### Научные и технические музеи
| Фото | Название                                                        | Сайт                            | Адрес                                                               | Описание экспозиции |
| ---- | --------------------------------------------------------------- | ------------------------------- | ------------------------------------------------------------------- | --- |
|      | Политехнический музей                                           | https://polymus.ru/ru/          | Новая площадь, 3/4                                                  | Музей, посвящённый технике, закрыт на реконструкцию. Временные выставки проходят на других площадках. |
|      | Экспериментаниум                                                | https://experimentanium.ru/     | Ленинградский проспект, 8/11.                                       | Интерактивный музей науки. Частный, детский. |
|      | Государственный Дарвиновский музей                              | http://www.darwinmuseum.ru/     | улица Вавилова, 57.                                                 | Крупный музей, посвящённый, в основном, зоологии. Коллекция чучел, картин с изображениями животных, экспозиции по истории науки, временные выставки.                                                                                                 |
|      | Государственный биологический музей имени К. А. Тимирязева      | https://gbmt.ru/ru/index.php    | Малая Грузинская улица, 15\|                                        | Музей посвящён различным направлениям биологии. |
|      | Государственный геологический музей имени В. И. Вернадского РАН | https://www.sgm.ru/             | Моховая улица, 11/11.                                               | Коллекция минералов. |
|      | Минералогический музей имени А. Е. Ферсмана                     | https://www.fmm.ru/             | Ленинский проспект, 18/2                                            | Коллекция минералов. |
|      | Музей криптографии                                              | https://cryptography-museum.ru/ | Ботаническая, 25, стр. 4                                            | |
|      | Музей «Самоцветы»                                               | https://gemmuseum.ru/           | улица Народного Ополчения, 29/1                                     | Коллекция минералов на базе выставочного салона министерства геологии СССР, предназначенного для демонстрации камней перед заключением договоров на экспорт.                                                                                         |
|      | Палеонтологический музей имени Ю. А. Орлова                     | https://www.paleo.ru/museum/    | Профсоюзная улица, 123                                              | В экспозиции — полные скелеты динозавров и ископаемых млекопитающих. |
|      | Российский музей леса                                           | http://roslesmuseum.ru/         | 5-й Монетчиковский переулок, 4                                      | Музей создан в 1998 году и находится на балансе Федерального агентства лесного хозяйства. Экспозиция посвящена российскому лесу, традиционному использованию дерева в зодчестве и повседневной жизни, истории управления лесным хозяйством в России. |
|      | Музей воды                                                      | Сайт                            | Саринский проезд, 13.                                               | Музей расположен в старинной московской местности Крутицы и состоит в ведении Мосводоканала. |
|      | Музей истории медицины                                          | Сайт                            | Большая Пироговская улица, 2, строения 3 (основная экспозиция) и 10 | Крупный музей в отдельно стоящем здании, входящем в комплекс Первого меда. По понедельникам возможно посещение без экскурсий. |
|      | Музей истории медицины МГМСУ                                    | Сайт                            | Долгоруковская улица, 4, строение 7                                 | По предварительной договорённости. |
|      | Фармацевтический музей                                          |                                 | Нахимовский проспект, дом 34                                        | Вход по предварительной договорённости. Статус музея неясен. |
|      | Московский музей образования имени академика Г.А. Ягодина       | Информация                      | Вишняковский переулок, 12/1                                         | Вход по предварительной договорённости. |
|      | Музей нефти                                                     |                                 | Сретенский бульвар, 11                                              | По предварительной записи. |
|      | Музей Преображенской психиатрической больницы                   | Сайт                            | Матросская тишина, 20                                               | Музей на территории действующей психиатрической больницы. Экспозиция посвящена истории больницы, творчеству пациентов, биографиям психиатров. Проводятся временные выставки. Посещение по записи на сайте.                                           |

### Музей космонавтики
http://www.kosmo-museum.ru///
| Фото | Название                                        | Адрес                         | Описание экспозиции                                                 |
| ---- | ----------------------------------------------- | ----------------------------- | ------------------------------------------------------------------- |
|      | Главное здание                                  | Проспект Мира, 111            | Музей находится в цоколе монумента Покорителям космоса.             |
|      | Мемориальный дом-музей академика С. П. Королёва | Первая Останкинская улица, 28 | Дом-музей учёного-конструктора поблизости от главного здания музея. |

### Центральный дом авиации и космонавтики
| Фото | Название                               | Сайт                     | Адрес                    | Описание экспозиции                            |
| ---- | -------------------------------------- | ------------------------ | ------------------------ | ---------------------------------------------- |
|      | Центральный дом авиации и космонавтики | http://aviaсosmosdom.ru/ | Красноармейская улица, 4 | Музей находится недалеко от Петровского парка. |

### Музей профессораН. Е. Жуковского
| Фото | Название                                              | Сайт                           | Адрес | Описание экспозиции |
| ---- | ----------------------------------------------------- | ------------------------------ | --- | ------------------- |
|      | Научно-мемориальный музей профессора Н. Е. Жуковского | улица Радио, д. 17, строение 5 | Экспозиция посвящена одному из основоположников авиационной науки, Н. Е. Жуковскому. Экспозиция размещена в пяти залах. Вход по предварительной записи. |                     |

### Музеи телефона, почты и радио
| Фото | Название                                                                      | Сайт                                                         | Адрес                              | Описание экспозиции                                                               |
| ---- | ----------------------------------------------------------------------------- | ------------------------------------------------------------ | ---------------------------------- | --------------------------------------------------------------------------------- |
|      | Музей истории телефона                                                        | https://telhistory.ru/                                       | Садовая-Кудринская улица, дом 19с2 | Вход по предварительной записи.                                                   |
|      | Музей истории телефонной связи                                                | Сайт                                                         | Улица Зорге, 27                    | Ведомственный музей МГТС, основанный в 1982 году. Вход по предварительной записи. |
|      | Музей почтовой связи и Московского почтамта                                   | Информация Архивная копия от 3 марта 2017 на Wayback Machine | Мясницкая улица, 26                | Вход по предварительной записи.                                                   |
|      | Музей радио и радиолюбительства имени Э. Т. Кренкеля                          | Сайт                                                         | Рязанский проспект, 8/1            | Вход по предварительной записи.                                                   |
|      | Радиомузей Валерия Громова. Средства связи двух мировых войн (Радиомузей РКК) | Сайт                                                         | Сущёвская улица, 9/4               | Вход по предварительной записи.                                                   |

### Музеи путешественников
| Фото | Название                          | Сайт       | Адрес                           | Описание экспозиции                                                                                      |
| ---- | --------------------------------- | ---------- | ------------------------------- | --- |
|      | Дом-музей Фёдора Конюхова.        | Информация | Садовническая улица, 77, стр. 3 | Вход по предварительной записи.                                                                          |
|      | Мемориальный музей Юрия Сенкевича | Сайт       | Селезнёвская улица, 11а/3       | Музей памяти путешественника и телеведущего Юрия Сенкевича, ведущего телепередачи Клуб путешественников. |

## МузеиРоссийской академии наук(РАН)

### Научные музеиРАН
| Фото | Название                                                                                                | Сайт | Адрес                          | Описание экспозиции                                      |
| ---- | --- | ---- | ------------------------------ | -------------------------------------------------------- |
|      | Петрографический музей Института рудных месторождений, петрографии, минералогии и геохимии РАН          | Сайт | Старомонетный переулок, д. 35. | Музей геологических образцов. По предварительной записи. |
|      | Антрополого-этнографический музей при институте этнологии и антропологии имени Н. Н. Миклухо-Маклая РАН | Сайт | Ленинский проспект, 32а        | По предварительной записи.                               |
|      | Музей внеземного вещества при лаборатории метеоритики ГЕОХИ РАН                                         | Сайт | Улица Косыгина, 19             | По предварительной записи.                               |
|      | Музей института кристаллографии имени А. В. Шубникова РАН                                               | Сайт | Ленинский проспект, 59         | По предварительной записи.                               |

### Мемориальные музеиРАН
http://www.arran.ru/?q=ru/node/508
Мемориальные музеи Российской академии наук представляют собой кабинеты выдающихся учёных в зданиях Научно-исследовательских институтов, которые они основали или которыми они руководили. Посещение мемориальных музеев возможно только по предварительной записи. 
| Фото | Название | Адрес                       | Описание экспозиции        |
| ---- | --- | --------------------------- | -------------------------- |
|      | Мемориальный кабинет-музей академика П. Л. Капицы при Институте физических проблем имени П. Л. Капицы РАН.                    | улица Косыгина, 2           | По предварительной записи. |
|      | Мемориальный кабинет-музей академика М. В. Келдыша при Институте прикладной математики имени М. В. Келдыша РАН                | Миусская площадь, 4         | По предварительной записи. |
|      | Мемориальный кабинет-музей академика С. С. Намёткина при Институте нефтегазового синтеза РАН                                  | Ленинский проспект, 29      | По предварительной записи. |
|      | Мемориальный кабинет-музей академика Н. А. Платэ при Институте нефтегазового синтеза РАН.                                     | Ленинский проспект, 29      | По предварительной записи. |
|      | Мемориальный кабинет-музей академика В. И. Вернадского при Институте геохимии и аналитической химии РАН                       | улицы Косыгина, 19          | По предварительной записи. |
|      | Мемориальный кабинет-музей академика А. П. Виноградова при Институте геохимии и аналитической химии РАН                       | улицы Косыгина, 19          | По предварительной записи. |
|      | Мемориальный кабинет-музей академика Н. И. Вавилова при Институте общей генетики имени Н. И. Вавилова РАН                     | улица Губкина, 3            | По предварительной записи. |
|      | Мемориальный кабинет-музей академика Н. П. Дубинина при Институте общей генетики имени Н. И. Вавилова РАН                     | улица Губкина, 3            | По предварительной записи. |
|      | Мемориальный кабинет-музей академика А. Н. Несмеянова при Институте элементоорганических соединений им. А. Н. Несмеянова РАН. | улица Вавилова, 28          | По предварительной записи. |
|      | Мемориальный кабинет-музей академика А. Н. Фрумкина при Институте физической химии и электрохимии имени А.Н. Фрумкина РАН     | Ленинский проспект, 31, к.5 | По предварительной записи. |
|      | Мемориальный кабинет-музей академика Н. В. Цицина при Главном ботаническом саде имени Н. В. Цицина РАН.                       | Ботаническая улица, 4       | По предварительной записи. |

## Музеи транспорта

### Музей Московской железной дороги
https://mzd.rzd.ru/ru/3920
| Фото | Название                                                                        | Адрес                                                                                       | Описание экспозиции |
| ---- | ------------------------------------------------------------------------------- | ------------------------------------------------------------------------------------------- | --- |
|      | Историческая экспозиция                                                         | Кожевническая улица, 2                                                                      | До 1992 года представлял собой музей «Траурный поезд В. И. Ленина», названный по своему главному экспонату - подлинному историческому поезду. В 2001 году передан РЖД, экспозиция посвящена истории железных дорог (но поезд остался). |
|      | Площадка натурных образцов                                                      | площадь Рижского вокзала, 1                                                                 | Находится на Рижском вокзале, содержит несколько десятков образцов железнодорожной техники под открытым небом. |
|      | Музейно — производственный комплекс «Паровозное депо» на станции «Подмосковная» | Второй Амбулаторный проезд, 8-А                                                             | Старинная станция Рижского направления (ныне в черте города), где в 2014 году открылся интерактивный музейный комплекс. |
|      | Музей Московской окружной железной дороги                                       | Третья Магистральная улица, д. 19, стр. 3 (поблизости от перегона МЦК Хорошёво — Шелепиха). | Музей Московской окружной железной дороги расположен в историческом здании станции Пресня. Открыт для посетителей в 2019 году. |

### Музеи автомобилей и городского транспорта
| Фото | Название                                             | Сайт                     | Адрес                                 | Описание экспозиции |
| ---- | ---------------------------------------------------- | ------------------------ | ------------------------------------- | --- |
|      | Ломаковский музей старинных автомобилей и мотоциклов | http://www.lomakovka.ru/ | Краснодарская улица, 58               | Частный, старейший в городе частный музей. Коллекция старинных автомобилей. |
|      | Музей ЗИЛ                                            | http://zil-museum.ru/    | улица Сокольнический Вал, 1а.         | Музей завода ЗИЛ. Открылся на новом месте в 2017 году. Коллекция автомобилей завода. |
|      | Автомузей «Моторы Октября»                           | https://automuseum.ru/   | Самокатная улица, дом 4, строение 34. | Музей открылся на территории творческого пространства бывшего завода «Кристалл» в 2019 году. Является крупнейшим в России музеем такого типа, где представлено свыше 70 уникальных отечественных и зарубежных автомобилей.                                                                |
|      | Музей Транспорта Москвы                              | https://mtmuseum.com/    | ВДНХ, Павильон №26 "Транспорт СССР"   | Музей Транспорта Москвы обладает крупнейшим собранием исторической городской техники. В фондах музея находятся более 250 экспонатов — легковых и грузовых автомобилей, такси, автобусов, троллейбусов, машин городских служб, легендарные «полуторки» и «трёхтонки», вело- и мототехника. |

### Музей метро
| Фото | Название                                       | Сайт                                                               | Адрес                        | Описание экспозиции |
| ---- | ---------------------------------------------- | ------------------------------------------------------------------ | ---------------------------- | --- |
|      | Центр профориентации Московского метрополитена | https://www.mosmetro.ru/passengers/services/career-guidance-center | Станция метро Деловой центр. | Открыт в 2015 году. По сути представляет собой новый музей метро с познавательной интерактивной экспозицией. Прежний, Народный музей Московского метрополитена, закрыт на многолетнюю реконструкцию с неясными перспективами. |

### Музеи флота
| Фото | Название                                                           | Сайт | Адрес                                                 | Описание экспозиции |
| ---- | ------------------------------------------------------------------ | ---- | ----------------------------------------------------- | --- |
|      | Музейно-мемориальный комплекс истории Военно-морского флота России | Сайт | парк «Северное Тушино», улица Свободы, владение 44-48 | Корабли и военная техника под открытым небом. |
|      | Музей морского флота                                               | Сайт | Большая Ордынка, 19/стр. 1                            | Музей истории российского флота. Ранее находился в здании одной из московских церквей, затем — на окраине города. В особняке в Замоскворечье музей располагается с 2012 года. Реконструкция особняка продолжается, но несколько залов открыты для посещения. |

## Спортивные музеи
| Фото | Название                          | Сайт            | Адрес                            | Описание экспозиции                                                                           |
| ---- | --------------------------------- | --------------- | -------------------------------- | --------------------------------------------------------------------------------------------- |
|      | Музей шахмат                      | ruchess.ru/     | Гоголевский бульвар, 14.         | Музей истории шахмат Российской шахматной федерации. Вход по предварительной записи.          |
|      | Государственный музей спорта      | museumsport.ru/ | Улица Казакова, 18.              | Музей истории спорта в усадьбе Разумовского на Яузе. Вход по предварительной записи.          |
|      | Музей хоккея                      | Сайт            | Автозаводская улица, 23/3.       | Музей хоккейной славы в старом здании музея ЗИЛ (который переехал в Сокольники).              |
|      | Музей «Динамо»                    |                 |                                  |                                                                                               |
|      | Музей советских игровых автоматов | 5kop.ru/        | улица Рождественка, 12           | Интерактивный музей (на автоматах можно поиграть). Имеет также экспозицию в Санкт-Петербурге. |
|      | Современный музей спорта          | www.smsport.ru  | ул. Авиационная дом 68, корпус 5 | Музей спорта, создан Объединением «Диалог-Конверсия». Вход по предварительной записи.         |

## Развлекательные музеи

### Кремль в Измайлово
https://www.kremlin-izmailovo.com/
Кремль в Измайлово — культурно-развлекательный комплекс, построенный в 1998—2007 годах и «стилизованный» под старинные древнерусские постройки. Внутри комплекса размещается ряд небольших музеев и постоянных выставок, многие из которых интерактивные. Билет в каждый музей приобретается отдельно. Часть музеев доступны для посещения только с экскурсией. Кроме музеев, в Измайловском кремле имеются кулинарная студия «Кремлёвская кухня», где проводятся мастер-классы, и несколько стилизованных под старину мастерских: гончарная, свечная, войлочная кузнечная, хлебопекарная. Адрес комплекса: Измайловское шоссе, 73. Метро «Партизанская», МЦК «Измайлово».
| Название                                      | Сайт                          | Описание экспозиции |
| --------------------------------------------- | ----------------------------- | --- |
| Музей истории водки                           | https://vodkamuseum.ru        | Коллекция музея иллюстрирует 500-летнюю историю этого напитка. |
| Музей хлеба                                   | Сайт                          | Музей рассказывает об истории выпечки и употребления хлеба в России. |
| Музей-театр русской игрушки                   | Сайт                          | Музей рассказывает историю русской народной игрушки, в том числе, игрушек народного кукольного театра, таких, как Петрушка.                                                                                          |
| Музей истории ткани «Живое полотно»           | Сайт                          | Музей посвящён истории русского ткачества. |
| Галерея «Арт-Кремль»                          | Сайт                          | Выставочное пространство: выставки, перформансы, концерты. |
| Дом сказок «Жили-Были»                        | Сайт                          | Интерактивный музей с театрализованными экскурсиями для детей. |
| Музей истории русского флота                  | Сайт                          | Музей посвящён истории русского флота. Посещение по предварительной записи для организованных групп. Экспозиция подходит и для взрослых, интересующихся данной темой, и для детей (содержит интерактивные элементы). |
| Галерея «Кукольный переулок»                  | Сайт                          | Музей авторских художественных кукол. |
| Выставка «Япония. Куклы. Сказки. Легенды»     | Сайт                          | Небольшая экспозиция авторских художественных кукол на японскую тематику. Посещение с экскурсией, музей в основном ориентирован на детей.                                                                            |
| Музей оружия                                  | Сайт                          | Интерактивная экспозиция оружия. |
| Детский интерактивный музей «Дедушкин чердак» | https://www.museumcherdak.ru/ | Интерактивный музей бытовой техники |
| Избушка Бабы Яги                              | Сайт                          | Интерактивный музей с театрализованной экскурсией. Посещение только с экскурсией. Рассчитан на детей. |
| Московский музей анимации                     | https://animamuseum.ru/       | Музей истории российской и иностранной мультипликации. |
| Всемирная история в пластилине                | Сайт                          | Коллекция высокохудожественных пластилиновых миниатюрных фигурок исторических персонажей, созданных более 50 лет назад.                                                                                              |

### Сокольники
| Фото | Название                                       | Адрес                                                      | Сайт                                      | Описание экспозиции                             |
| ---- | ---------------------------------------------- | ---------------------------------------------------------- | ----------------------------------------- | ----------------------------------------------- |
|      | Музейно-просветительский комплекс «Сокольники» | Сокольнический Вал, 1, павильоны 2, 3, 4 и др.             | https://www.sokolniki.com                 | Конгрессно-выставочный комплекс.                |
|      | Современный музей каллиграфии в России         | Сокольнический Вал, 1, павильон 7                          | https://www.calligraphy-museum.com        | Музей посвящён творчеству мастеров каллиграфии. |
|      | Выставка «Музей парка Сокольники»              | Сокольнический Вал, д. 1, стр. 1 (в здании дирекции парка) | http://park.sokolniki.com/activities/173/ | Выставка посвящена истории парка Сокольника.    |

### Музеи продуктов и напитков
| Фото | Название                               | Сайт                                                       | Адрес                                                                  | Описание экспозиции |
| ---- | -------------------------------------- | ---------------------------------------------------------- | ---------------------------------------------------------------------- | --- |
|      | Музей чая                              | http://moschay.ru/museum                                   | Боровая улица, 3                                                       | Музей расположен на территории Московской чайной фабрики. Вход по предварительной записи.                                                                  |
|      | Музей традиционных русских напитков    | https://ochakovo.ru/ekskursii/                             | ул. Рябиновая, 44                                                      | Музей пива и кваса на территории завода «Очаково». На период пандемии музей закрыт.                                                                        |
|      | Музей кулинарного искусства            | https://dobrokoshka.livejournal.com/528174.html Информация | Большой Рогожский переулок, дом 17, строение 1.                        | Музей истории кулинарного искусства в нарядном старинном здании. Музей посвящён истории пиров, трактиров, ресторанов в России.                             |
|      | Музей истории коньяка                  | http://www.cognacmuseum.ru/                                | Ленинградское шоссе, д. 67, стр. 1. Метро Беломорская, Речной Вокзал.  | Музей коньячного завода КиН. Вход по предварительной записи.                                                                                               |
|      | Музей Рот Фронт                        | Сайт                                                       | Второй Новокузнецкий переулок, 13/15. Филиал: Мелитопольская улица, 8. | Музей кондитерской фабрики Рот Фронт. Посещение сопровождается осмотром фабричных цехов и дегустацией. По предварительной записи. Для детей старше 10 лет. |
|      | Музей «Роза Эйнема»                    | https://rozaeinema.ru                                      | Берсеневская набережная, д. 6, стр. 1                                  | Музей фабрики «Красный Октябрь», бывшей «Эйнемъ». По предварительной записи.                                                                               |
|      | Музей истории шоколада и какао (МИШКа) | http://www.chokomuseum.ru/about                            | Малая Красносельская улица, д. 7                                       | По предварительной записи. |

### Музеи домашних животных
| Фото | Название               | Сайт                                                    | Адрес                                        | Описание экспозиции |
| ---- | ---------------------- | ------------------------------------------------------- | -------------------------------------------- | --- |
|      | Музей Собаки           | https://www.dogmuseum.ru/                               | Малая Калужская улица, д. 12 (вход со двора) | Музей рассказывает о неразрывной связи человека и собаки на примере российской и советской истории. Шесть тематических залов — Собаки на охоте, Служебное собаководство, Собаки в исследованиях Севера, Собаки на войне, Собаки в космосе, Собаки в цирке. |
|      | Московский музей кошки | https://moscow-cat-museum.wixsite.com/moscow-cat-museum | Рублёвское шоссе, д. 109, корп.1             | Музей посвящён кошкам во всех проявлениях, и в особенности — работам современных московских художников, тематика которых связана с кошками. |

### Музей охоты
| Фото | Название                  | Сайт | Адрес                  | Описание экспозиции                                                                              |
| ---- | ------------------------- | ---- | ---------------------- | ------------------------------------------------------------------------------------------------ |
|      | Музей охоты и рыболовства |      | Головинское шоссе, 1а. | Музей, посвящённый истории охоты и рыболовства в России, в Центральном доме охотника и рыболова. |

### Другое
| Фото | Название                                   | Сайт                       | Адрес                           | Описание экспозиции |
| ---- | ------------------------------------------ | -------------------------- | ------------------------------- | --- |
|      | Музей удивительных чайников «Чайникландия» | https://www.teapotland.ru/ | ул. Винокурова, д. 7/5 корп.3   | В музее представлена частная коллекция заварочных чайников самых удивительных форм и цветов. Основу коллекции составляют фигурные заварочные чайники из фарфора, керамики и фаянса. На данный момент в музее выставлена часть коллекции — около 1000 заварочных чайников. |
|      | Музей «В Тишине»                           |                            | Кузьминский парк, 1 строение 12 | Музей в парке "Кузьминки", объединение двух миров: глухих и слышащих людей. |
|      | Музей «Царь-Макет»                         | tsar-maket.ru              | ул.Константинова, 11-а          | Макет России в масштабе 1:87. На нем представлены наиболее узнаваемые и знаменитые объекты страны, известные архитектурные памятники Москвы, Санкт-Петербурга, Казани и других городов от Калининграда до Владивостока.                                                   |

## Смотровые площадки
| Фото | Название                    | Сайт                          | Адрес                                                                        | Описание экспозиции |
| ---- | --------------------------- | ----------------------------- | ---------------------------------------------------------------------------- | --- |
|      | Музей-Смотровая Москва-Сити | https://museum.citymoscow.ru/ | Пресненская набережная 6, стр. 2, «Москва-Сити», деловой комплекс «Империя». | Смотровая площадка расположена на 56 этаже делового комплекса «Империя», на высоте 215 метров над землёй. Сочетание панорамных видов на Москву с интерактивной экспозицией. |

## Зоопарк, океанариумы, планетарий
| Фото | Название                          | Сайт                             | Адрес                                | Описание экспозиции                                   |
| ---- | --------------------------------- | -------------------------------- | ------------------------------------ | ----------------------------------------------------- |
|      | Московский зоопарк                | http://www.moscowzoo.ru          | Большая Грузинская улица, 1          | Зоопарк с современными условиями содержания животных. |
|      | Москвариум                        | https://www.moskvarium.ru        | Проспект Мира, 119 (ВДНХ)            |                                                       |
|      | Океанариум Крокус Сити            | https://crocus-oceanarium.ru     | Крокус Сити, 66-й км МКАД            |                                                       |
|      | Океанариум Рио                    | http://oceanariumrio.ru          | ТРЦ «РИО», Дмитровское шоссе, 163    |                                                       |
|      | Морской аквариум на Чистых прудах | Сайт                             | Чистопрудный бульвар, 14/3           | Небольшой и старейший из московских океанариумов.     |
|      | Московский Планетарий             | http://www.planetarium-moscow.ru | Садовая-Кудринская улица, 5, стр. 1. |                                                       |